# Orrin
Orrin est une census-designated place située dans le comté de Pierce, dans l’État du Dakota du Nord, aux États-Unis. Sa population s’élevait à 22 habitants lors du recensement de 2010.

## Démographie
| Groupe            | Orrin | Dakota du Nord | États-Unis |
| ----------------- | ----- | -------------- | ---------- |
| Blancs            | 77,3  | 90,0           | 72,4       |
| Afro-Américains   | 22,7  | 1,2            | 12,6       |
| Autres            | 0     | 8,8            | 15         |
| Total             | 100   | 100            | 100        |
|                   |       |                |            |
| Latino-Américains | 0     | 2,0            | 16,7       |

| 2000 | 2010 | - | - | - | - |
| ---- | ---- | - | - | - | - |
| 18   | 22   | - | - | - | - |

## Source
- (en) Cet article est partiellement ou en totalité issu de l’article de Wikipédia en anglais intitulé « Orrin, North Dakota » (voir la liste des auteurs).